# 天龙山石窟
天龙山石窟，位于山西太原西侧的天龙山山麓，全国重点文物保护单位。
天龙山石窟始凿于北魏末至东魏。其为北齐佛教文化的代表。自北齐文宣帝的佛岩石窟寺、孝昭帝天龙石窟寺开始，历代王朝在此营造石窟寺。此处共有21窟，以漫山阁及九连洞著称。有北齐、隋、唐的佛教建筑风格，反映了佛教艺术在以上朝代更替中的变化。

20世纪20年代，日本古董商山中定次郎在天龙山石窟进行大规模盗凿，造成石窟中大部分的佛首被盗运境外，破坏程度在中国石窟寺中最为惨烈。2020年，日本一家拍卖行拟拍卖一尊“唐 天龙山石雕佛头”，经鉴定为第8窟北壁佛龛主尊佛像的被盗佛首。中国国家文物局启动追索机制，经多方协调，成功将该佛首索回，成为近百年来第一件从日本回到中国的天龙山石窟流失佛雕，也是2020年回归中国的第100件流失文物。该佛首还在2021年央视春晚中亮相。